# Institut français de Stuttgart
L'Institut français de Stuttgart a été fondé en 1949 à la suite de la décision du consulat général français, d’abord sous l’intitulé Centre d’études françaises de Stuttgart. Il devait servir à établir le réseau culturel français en Allemagne. L’objectif était d’encourager l’apprentissage du français et la découverte de la culture française tout en renforçant les relations entre les deux pays dans les domaines universitaire  et économique.

## Historique
Le 20 avril 1951, André François-Poncet, Haut-Commissaire envoyé par la France, fête l’ouverture de l’Institut français de Stuttgart. Dès sa création, l´institut a été accueilli par une fondation de droit allemand, qui mettait à sa disposition une villa de la Diemershaldenstrasse. Après 60 ans de culture française dans le quartier Gänsheide a été décidé d’un commun accord entre la Fondation de l’Institut français Stuttgart, l’Ambassade française, le Land du Bade-Wurtemberg et sa capitale, Stuttgart, un
déménagement dans le centre-ville, afin de garantir à la culture française un
cadre de présentation approprié et une visibilité accrue. Depuis novembre 2013, l’Institut français a pris place au Berliner Platz, dans le centre de Stuttgart.
L´institut a été rejoint par le consulat général de France en septembre 2006, les fonctions de directeur de l´institut et de consul général étant réunies en un seul poste. Les relations économiques et politiques rejoignent ainsi les objectifs culturels, linguistiques et universitaires de l´institut.

### Liste des directeurs successifs de l’Institut français de Stuttgart
- 1951-1953 : René Cheval
- 1953-1959 : René Derré
- 1965-1971 : André Billaz
- 1971-1977 : Gilbert Gehring
- 1977-1983 : Jacques Gontier
- 1983-1988 : Jean-Baptiste Joly
- 1988-1994:  René Lacombe
- 1994-1998 : Jean-François Ramon
- 1998-2000 : Jean-Louis Poitevin
- 2000-2002 : Nicole Otto
- 2002-2006 : Bernard Bessières
- 2006-2010 : Christian Dumon
- 2010-2014 : Michel Charbonnier
- 2014-2018 : Nicolas Eybalin
- 2018-2022 : Catherine Veber
- 2022-aujourd’hui : Gaël de Maisonneuve

## Missions

### L’action culturelle

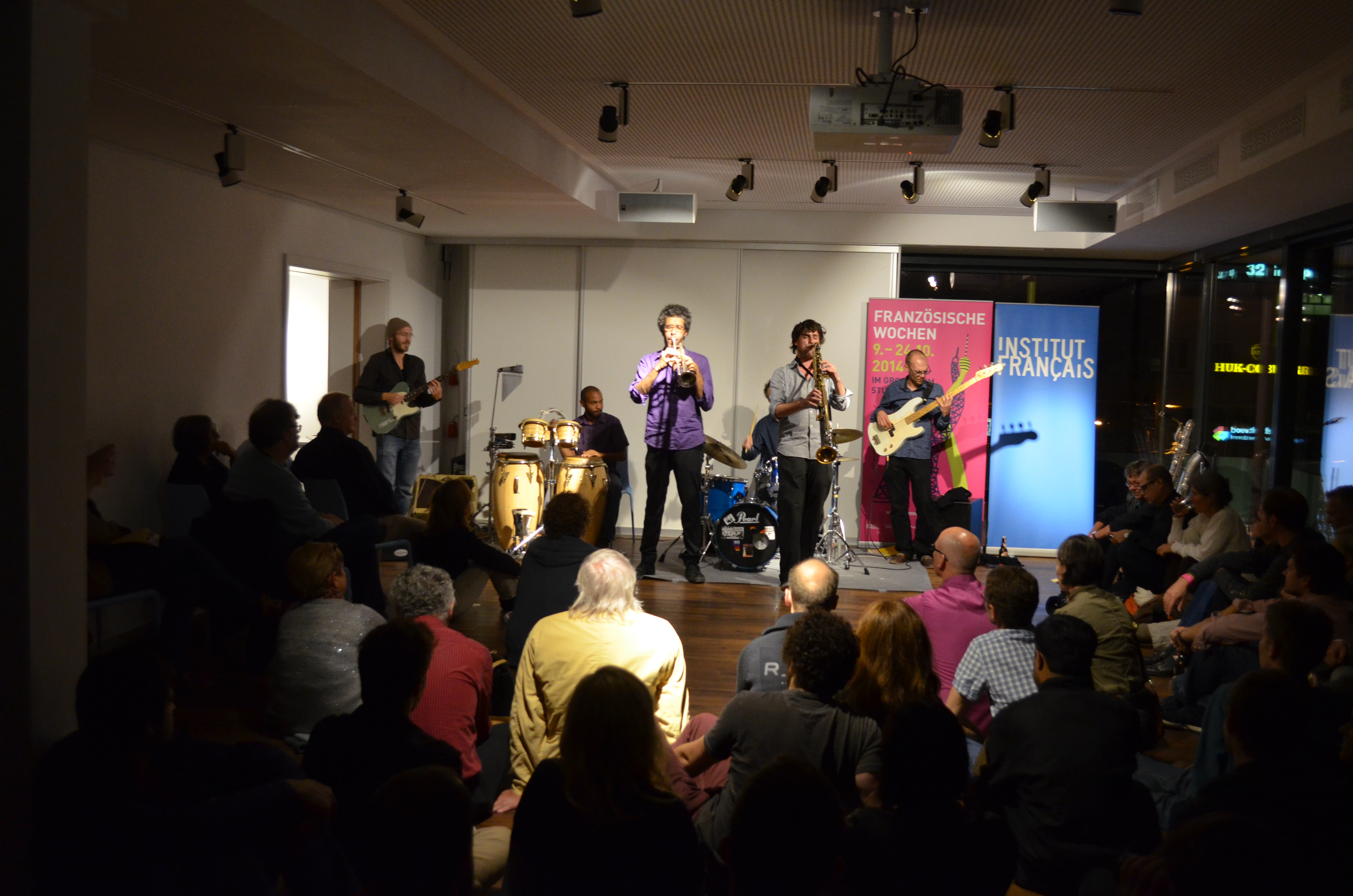
Le groupe français « Arat Kilo » pendant l’édition 2014 de la Stuttgartnacht à l’Institut français

Avec à son actif une moyenne de 80 à 100 manifestations annuelles dans les murs et hors les murs en collaboration avec les principaux acteurs et institutions de la ville et de la région, l’Institut s’attache à promouvoir et à diffuser la culture française contemporaine et à soutenir les échanges franco-allemands dans divers domaines. Sa programmation touche plus de 10 000 personnes par an.
Depuis sa création il a accueilli les grands noms de la culture française. Pour en citer quelques-uns, des écrivains comme Alain Robbe-Grillet ou Michel Houellebecq, des musiciens comme Francis Poulenc ou Juliette Gréco, ou encore des intellectuels tels que Élisabeth Badinter ou Marguerite Duras, ainsi que des acteurs à l’instar de Jean-Louis Trintignant.
Depuis la fin des années 1980, la priorité est donnée dans sa programmation aux arts plastiques et au dialogue scientifique. La série d’expositions « Retour de Paris » offre depuis 1986 aux boursiers du Land du Bade-Wurtemberg la possibilité de présenter leurs travaux réalisés au cours de leur résidence à la Cité internationale des arts de Paris. L’Institut organise régulièrement avec l’IZKT de l'Université de Stuttgart, le DFI Ludwigsburg ou encore la Literaturhaus Stuttgart des rencontres, des débats d’idées sur des questions politiques, sociales, économiques ou littéraires.
Le temps fort du programme est marqué tous les deux ans par les Semaines françaises, dont la coordination est assurée depuis 2010 par l’Institut français de Stuttgart. 70 à 100 événements organisés en collaboration avec plus de 50 institutions, associations ou artistes offrent une visibilité importante au dialogue franco-allemand dans le grand Stuttgart.

### La médiathèque, centre d’information sur la France contemporaine

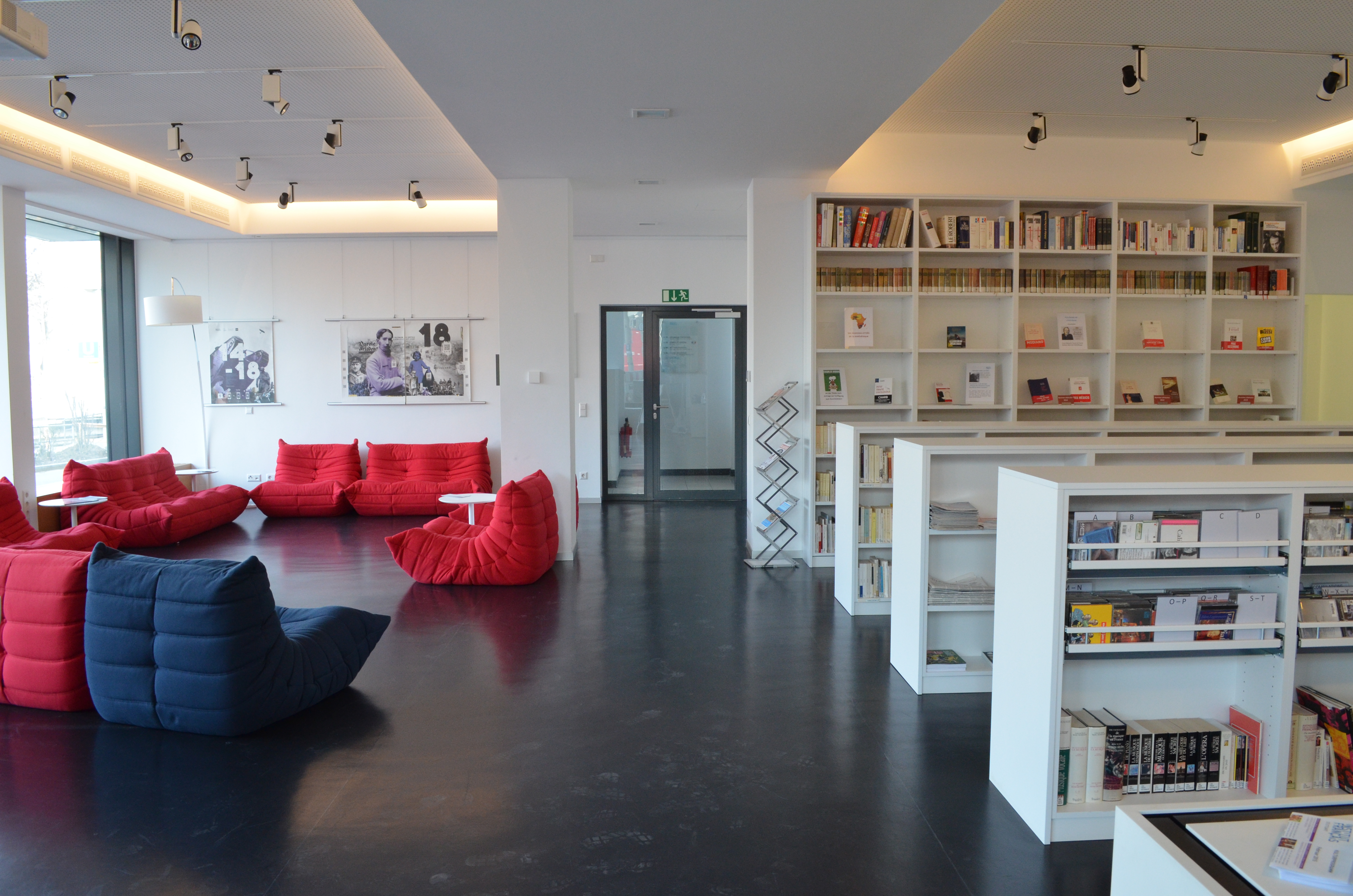
La Médiathèque de l’Institut

La médiathèque de l’Institut met à disposition du public près de 8 000 média : ouvrages de littérature contemporaine, enfantine et jeunesse, bandes dessinées contemporaines. Elle propose également des  magazines et des films, ainsi
qu’une bibliothèque spécifique pour les apprenants de français et une ludothèque.
Elle est également un lieu d’échange et d’information : toutes générations confondues, familles et écoliers peuvent y rencontrer régulièrement des écrivains, assister à des lectures ou s’informer sur la France et les études dans les universités françaises (Pôle Campus France).

### Les cours de français
L’Institut français Stuttgart est le représentant officiel de la langue française à Stuttgart et aux alentours. Une équipe d’enseignants qualifiés répond aux demandes de cours de français généraux mais aussi spécialisés, de la part de particuliers (élèves et adultes) et d’entreprises. Tous les cours proposés par l’Institut français Stuttgart remplissent les critères du Cadre européen commun de référence pour les langues étrangères.
L’Institut a préparé à l’attention des particuliers une palette de propositions de cours particuliers et d’enseignements en groupe : cours d’initiation, cours intensifs, cours accélérés, cours thématiques, ainsi que de cours qui préparent spécialement pour le baccalauréat. L’Institut propose aux entreprises la possibilité de maîtriser la langue de leurs partenaires commerciaux et d’améliorer leur profil.
L’Institut est centre d’examen pour le programme habilité sur le plan international DELF-DALF dans la
subdivision administrative de Stuttgart, ainsi que pour le diplôme de la chambre de commerce et d'industrie de Paris).

### La promotion du français auprès des publics scolaires
L’Attaché de coopération pour le français, en partenariat avec les services allemands, encourage et diffuse l’apprentissage de la langue française dans les écoles primaires et les établissements d’enseignement secondaire du Bade-Wurtemberg et de la Sarre. L’objectif est surtout de faire progresser l’enseignement du français au travers de projets pédagogiques innovants, comme le Cinéfête ou le Prix des lycéens allemands, et de la formation continue des professeurs. De plus, les lectrices de France Mobil rencontrent annuellement près de 14000 élèves dans les écoles du Bade-Wurtemberg. Avec des outils de travail pédagogiques, les lecteurs / lectrices rendent visite aux écoles afin d’éveiller la curiosité des élèves vis-à-vis de la langue française. Tous les ans, 5000 élèves du Baden-Württemberg obtiennent le diplôme du programme DELF – DALF.

## Les Amis de l’Institut français de Stuttgart
En 1997, sous l'impulsion du Maire Manfred Rommel, a été décidée, la création du cercle des "Amis de l’Institut" afin de pérenniser le travail de l’Institut. Il a pour rôle de soutenir la coopération culturelle franco-allemande par la mise à disposition de moyens financiers et la proposition d’idées novatrices. En outre, le cercle soutient des projets et des événements, cherche des donateurs et des sponsors et favorise la mise en relation avec des partenaires.

## En savoir plus

### D'autres instituts français en Allemagne
- Institut français
- Institut français d'Allemagne
- Institut français de Hambourg
- Institut français (Köln)
- Institut français (München)